# Area urbana funzionale

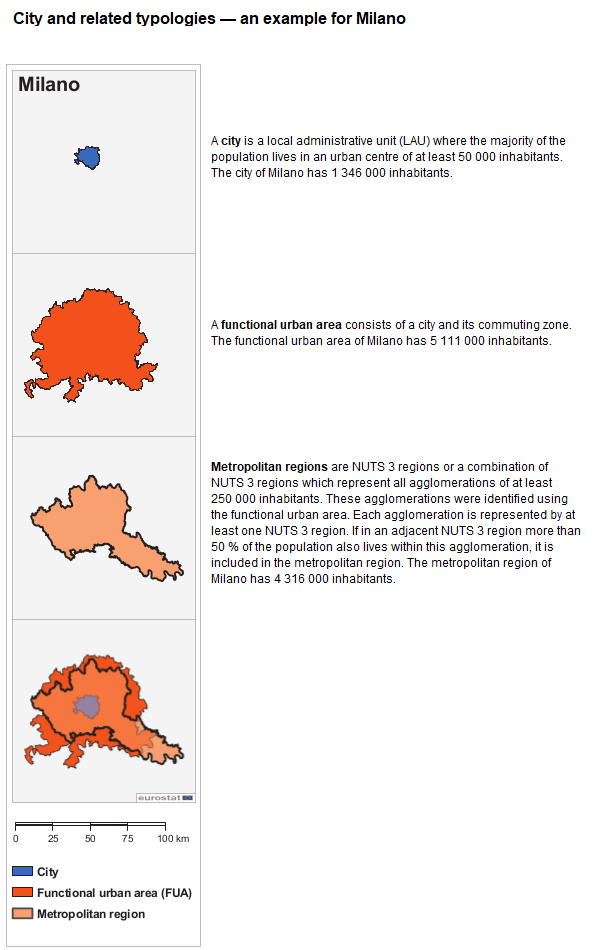
Un esempio tratto dall'Eurostat, nel caso di Milano: * Comune di Milano * Area urbana funzionale * Unità amministrativa di livello NUTS-3 (in questo caso, la Città metropolitana di Milano)

Un'area urbana funzionale (Functional urban area) è una misura della popolazione residente e dell'estensione delle aree metropolitane in Europa.
Altrimenti dette Aree urbane Estese (Large urban area, LUA), sono composte da un centro abitato ad alta densità abitativa (detto core) e da una zona circostante di pendolarismo, non necessariamente contigua, ma strettamente integrata dal punto di vista occupazionale (o formativo) con la prima.
La definizione fu introdotta nel 2004 dall'Eurostat, in accordo con gli istituti di statistica nazionali degli Stati membri, in conformità al mandato dell'Agenzia.
Nel 2004 l'OCSE pubblicò la prima mappatura realizzata per gli Stati membri dell'Unione Europea, comprensiva degli aderenti all'EFTA,
L'OCSE ha introdotto la distinzione fra quattro classi di aree urbane funzionali, in base al numero di abitanti:
1. piccole: con una popolazione compresa fra i 50.000 e i 200.000 abitanti;
2. medie: da 200.000 a 500.000 abitanti;
3. metropolitane: da 500.000 a 1.5 milioni di abitanti;
4. grandi aree metropolitane: oltre 1.5 milioni di abitanti.

Dalla classificazione rimasero escluse alcune aree per motivi tecnici e problemi definitori quali la coincidenza fra area metropolitana e zona urbana.

Nel 2006, la definizione di LUZ fu significativamente modificata, per migliorare la comparabilità fra i differenti Paesi e per potervi includere la maggior parte dei centri urbani esistenti.

## Urban Audit
La mappatura delle Aree urbane funzionali è stata in primo luogo finalizzata ad omogeneizzare la raccolta e rendere possibile il confronto e l'aggregazione dei dati demografici nell'ambito dell'Unione Europea, disponendo di una fotografia rappresentativa, tempestiva, aggiornata della situazione reale.
La  Commissione Europea, primo fruitore dei dati Eurostat, ha deciso di monitorare 250 indicatori, derivati dalle seguenti dimensioni di analisi:
- Demografia
- Economia
- Società
- Partecipazione civica
- Istruzione e formazione
- Ambiente
- Trasporti e viaggi
- Società dell'informazione
- Cultura e divertimento.

Il Comitato per la Programmazione dello Sviluppo Territoriale (Territorial Development Policy Committee) dell'OCSE e i suoi gruppi di lavoro ha definito una metodologia per identificare le aree urbane (funzionali), strumentale alla proposta e discussione di politiche urbanistiche a livello nazionale.

Al 2013, nei 29 Paesi monitorati dall'OCSE risultavano identificate 275 aree metropolitane con una popolazione superiore ai 500.000 abitanti, analizzate secondo indicatori economici, demografici e ambientali. L'intera banca dati e relativa mappatura geografica sono liberamente consultabili ed esportabili.